# Yoldiella kibi
Yoldiella kibi is een tweekleppigensoort uit de familie van de Yoldiidae. De wetenschappelijke naam van de soort is voor het eerst geldig gepubliceerd in 1929 door Kuroda.